# Юнес аль-Шибани
Юнес аль-Шибани (араб. يونس الشيباني‎; 27 июня 1981, Мисурата, Ливия) — ливийский футболист, защитник египетского клуба «Исмаили» из одноимённого города. Выступает за сборную Ливии с 2003 года.

## Карьера

### В клубе
Юнес аль-Шибани начинал футбольную карьеру на родине. В сезоне 2003/04 он играл за клуб «Ас-Суэхли» из Мисраты, затем два сезона провёл в «Аль-Олимпике». В июле 2004 года ливийский футболист перешёл в самый титулованный клуб страны — столичный «Аль-Иттихад». Здесь он отыграл 4 полных сезона, а также часть чемпионата Ливии 2010/11, который был прерван из-за начавшейся гражданской войны. Во всех четырёх сезонах его команда становилась победителем национального первенства и Суперкубка Ливии, а также несколько раз становилась обладателем Кубка страны. В «Аль-Иттихаде» Юнес проявил себя в качестве основного игрока центра обороны.
В сентябре 2011 года Юнес аль-Шибани в статусе свободного агента перешёл в клуб «Олимпик» из Марокко.

### В сборной
Юнес аль-Шибани дебютировал в сборной Ливии в 2003 году. В 2006 году был вызван на Кубок африканских наций, на котором он провёл две встречи: против Египта (поражение Ливии 0:3) и Кот-д'Ивуара (поражение 1:2).
Ливийский защитник также принял участие в Кубке африканских наций 2012, на котором полностью отыграл все три матча.